# 西鉄321形電車
西鉄321形電車（にしてつ321がたでんしゃ）は、かつて西日本鉄道が所有していた路面電車路線である北方線（北九州線北方支線）で使用されていた電車の1形式。北方線初のボギー車として1948年に導入された。

## 概要・運用
後年は西鉄北九州線の支線として運用されていた北方線は、小倉軌道合名会社が1906年に開通させた馬車鉄道を譲り受けた小倉電気軌道によって1920年に電化された軌間1,067 mmの路面電車路線をルーツに持つ。この電化開業時から長年にわたり北方線で使用されていたのは木製車体を有する小型の2軸車であったが、九州電気軌道への吸収を経て西日本鉄道へ経営母体が移管してからは更に乗客が増加し、第二次世界大戦後には深刻な混雑が課題となっていた。そこで、混雑緩和のため、輸送力が高い大型ボギー車として導入される事になったのが321形である。
山口県下関市で路面電車を運営していた山陽電気軌道（現：サンデン交通）の車両（501形）の注文流れ品とされ、飯島巌, 谷口良忠 & 荒川好夫 (1985)は車両限界や軌間が同一であった事から引き取りが実現したと推測している。他車よりも全高があり（3,693 mm）、更に雨樋が屋根上にある「張り上げ屋根」と呼ばれる車体形状であった事から、屋根が深く背丈がより高く見える外観となった。この車体は半鋼製であり、北方線初の鋼製車両となった。定員数は80人で、従来の2軸車から2倍近く増加した。
1948年に2両（321、322）が導入され北方線の輸送力増強に大きく貢献したが、以降は利用客が低迷し、更に経営面での動向不安もあった事から車両の増備自体が中断され、輸送力増強および2軸車置き換え用として新たなボギー車・323形が導入されたのは8年後の1956年となった。
2軸車の置き換えが完了して以降も321形は323形や連接車連接車の331形と共に北方線の主力車両として使用された。導入当初は集電装置がビューゲルで前照灯も屋根上に設置されていたが、後に集電装置はZパンタに交換され、前照灯も前面中央窓下部に固定された。また引戸であった乗降扉も併せて折戸に変更されている。本線格である北九州線とは異なり北方線はワンマン運転が最後まで実施されず、321形もワンマン対応工事は行われないまま、北九州モノレール建設工事開始に先立つ1980年11月2日の路線廃止と共に全車廃車された。
322は他車と共に解体された一方で321は沖縄県宜野湾市に寄贈されたが、2019年の時点でこちらも解体され、共に現存しない。

## 参考資料
- 朝日新聞社「日本の路面電車車両諸元表」『世界の鉄道 昭和48年版』1973年10月14日、170-181頁。

- 飯島巌、谷口良忠、荒川好夫『西日本鉄道』保育社〈私鉄の車両 9〉、1985年10月25日。ISBN 4-586-53209-2。

- 奈良崎博保『福岡・北九州市内電車が走った街 今昔』JTB〈JTBキャンブックス〉、2002年4月1日。ISBN 4-533-04207-4。

- 寺田祐一『ローカル私鉄車輌20年 路面電車・中私鉄編』JTB〈JTBキャンブックス〉、2003年4月1日。ISBN 4533047181。